# Proposizione oggettiva
La proposizione oggettiva è una proposizione subordinata che sostituisce un complemento oggetto della proposizione principale. Ciò che viene indicato sotto forma di complemento oggetto in una frase semplice, può infatti essere espresso con un'intera frase, come accade nel secondo esempio:
- Abbiamo spiegato ancora una volta le nostre preoccupazioni
- Abbiamo spiegato ancora una volta che siamo preoccupati

La coppia di enunciati mostra come il complemento oggetto (le nostre preoccupazioni) venga sostituito dalla subordinata (che siamo preoccupati).
Può essere all'indicativo quando indica fatti reali e in altri modi quando indica fatti non sicuri. In questo caso si useranno, a seconda del contesto, il congiuntivo ed il condizionale secondo le loro regole di uso:
- Pensiamo che questa faccenda sia preoccupante
- Pensiamo che questa faccenda potrebbe creare problemi

È introdotta da verbi di vario tipo nella principale, di cui si propongono alcuni esempi:
- Dico che è impossibile fare così
- Vedo che stai bene
- Credo che tutto stia andando per il meglio
- Non raccontarmi che hai trovato traffico

In tutti questi casi, abbiamo incontrato dei verbi coniugati nella secondaria: si tratta della proposizione oggettiva esplicita.
Quando il soggetto della frase principale e della frase secondaria coincidono, avremo una subordinata oggettiva implicita, formata con l'uso dell'infinito.
- Credo di non essere in grado di terminare il lavoro

La subordinata oggettiva implicita è possibile, in alcuni casi, anche quando non si ha la concordanza di soggetti tra principale e subordinata:
- Vedo scappare le galline
- Sento mia sorella entrare in casa
- Ti prego di ascoltare
- Non potete vietarmi di dire la mia opinione

A seconda del verbo, la proposizione oggettiva implicita può essere introdotta da "di".